# 城彰
城 彰（じょう あきら、1988年7月11日 - ）は、日本のラグビーユニオン選手。

## プロフィール
- 大分県日出町出身[1]。
- ポジションはプロップ(PR)。
- 身長 178cm、体重 115kg
- ニックネームはジョー。
- ジュニア・ジャパンのスコッドに選ばれたことがある[2]。

## 略歴
小学4年生からラグビーを始めた。
2007年、大分舞鶴高校卒業後、明治大学に入る。なお大分舞鶴高校時代、
高校日本代表に選ばれ、第30回高校東西対抗試合に西軍として出場した。
2011年、明治大学卒業後、キヤノンイーグルスに加入。同年9月10日に行われたトップイーストリーグ第1節の日本IBMビッグブルー戦に途中出場で公式戦初出場を果たした。
2020年、キヤノンイーグルスを退団した。
2022年3月、キヤノン株式会社を退職。
2022年4月、株式会社テレビ大分に入社。

## MV出演
- Carnavacation「だれも知らない」[7]。